# Шавлія австрійська
Шавлія австрійська (Salvia austriaca) — вид рослин з родини глухокропивові (Lamiaceae), поширений у Європі від Австрії до пд.-сх. Росії.

## Опис
Багаторічна рослина 30–70 см заввишки. Листки майже всі прикореневі. Чашечка запушена довгими багатоклітинними тонкими волосками, що стирчать. Віночок блідо-жовтий, 16–21 мм завдовжки. Верхня губа віночка вузька, пряма або слабо увігнута.

## Поширення
Поширений у Європі від Австрії до пд.-сх. Росії.
В Україні вид зростає у степах, на лісових галявинах, луках — у пд. ч. Лісостепу і Степу, нечасто; трапляється також в передгірській та гірській частинах Криму.